# Atelier Clot
 (février 2020).
Si vous disposez d'ouvrages ou d'articles de référence ou si vous connaissez des sites web de qualité traitant du thème abordé ici, merci de compléter l'article en donnant les références utiles à sa vérifiabilité et en les liant à la section « Notes et références ».

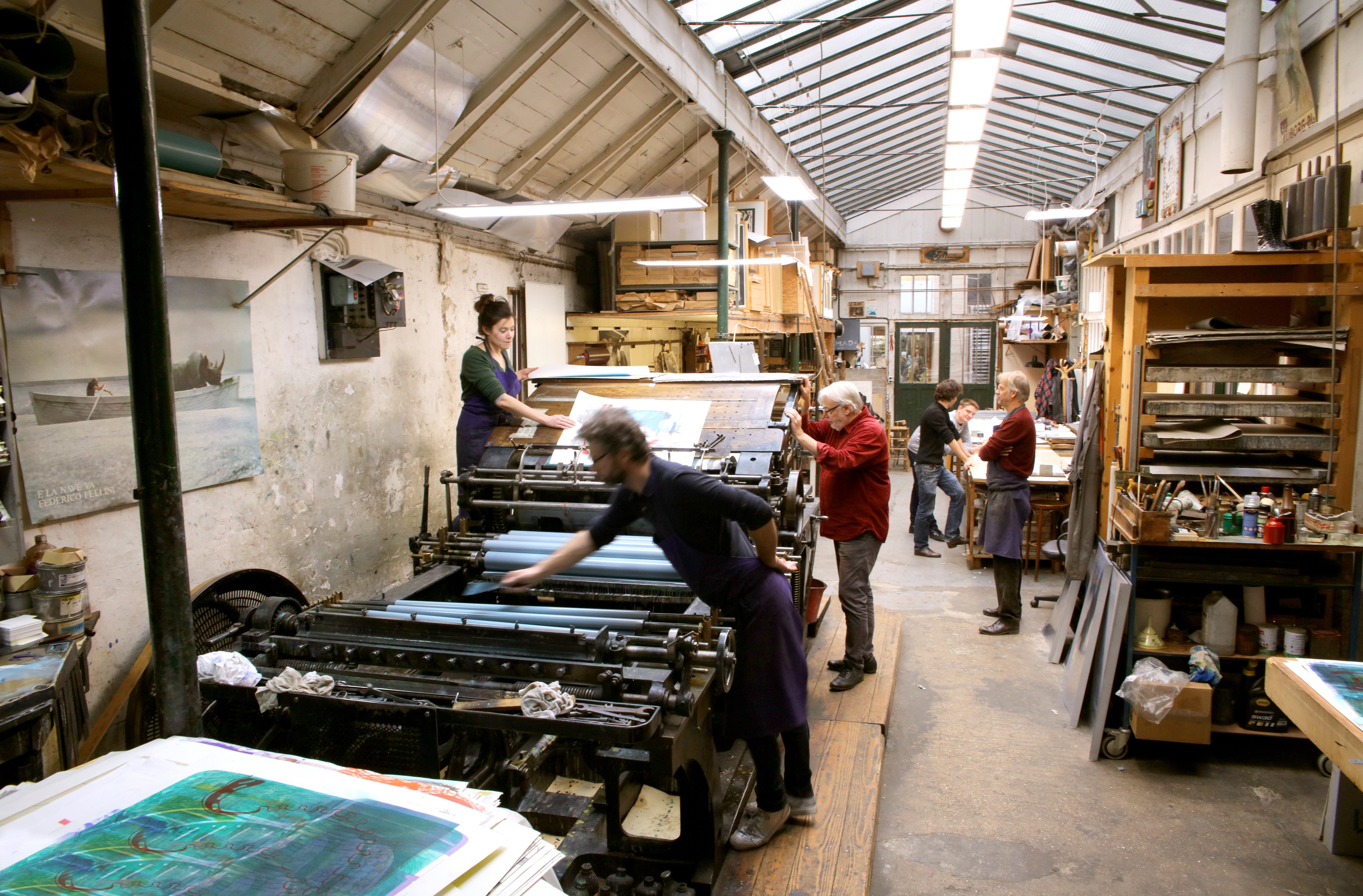
Vue de l'Atelier Clot en 2019.

L'Atelier Clot, Bramsen & Co est une entreprise française d'impression et d'édition d'estampes fondée en 1896 à Paris par Auguste Clot.

## Historique
Spécialisé en lithographie originale depuis 1896, laquelle se distingue de la lithographie d'après modèle, à une époque où est fondée la Société des peintres-lithographes dont la première exposition se tient à Paris en novembre 1897 à la Galerie des arts modernes. D'abord située rue du Cherche-Midi à Paris, les qualités d'imprimeur d'Auguste Clot, qui exerce ce métier depuis 1888, lui permettent d'attirer les artistes nabis à qui le galeriste et éditeur Ambroise Vollard commande ses albums de peintres-graveurs. Sortiront des presses de l'Atelier Clot des lithographies présentes aujourd'hui dans les collections du monde entier sous les signatures de Degas, Cézanne, Renoir, Bonnard, Munch, Foujita.

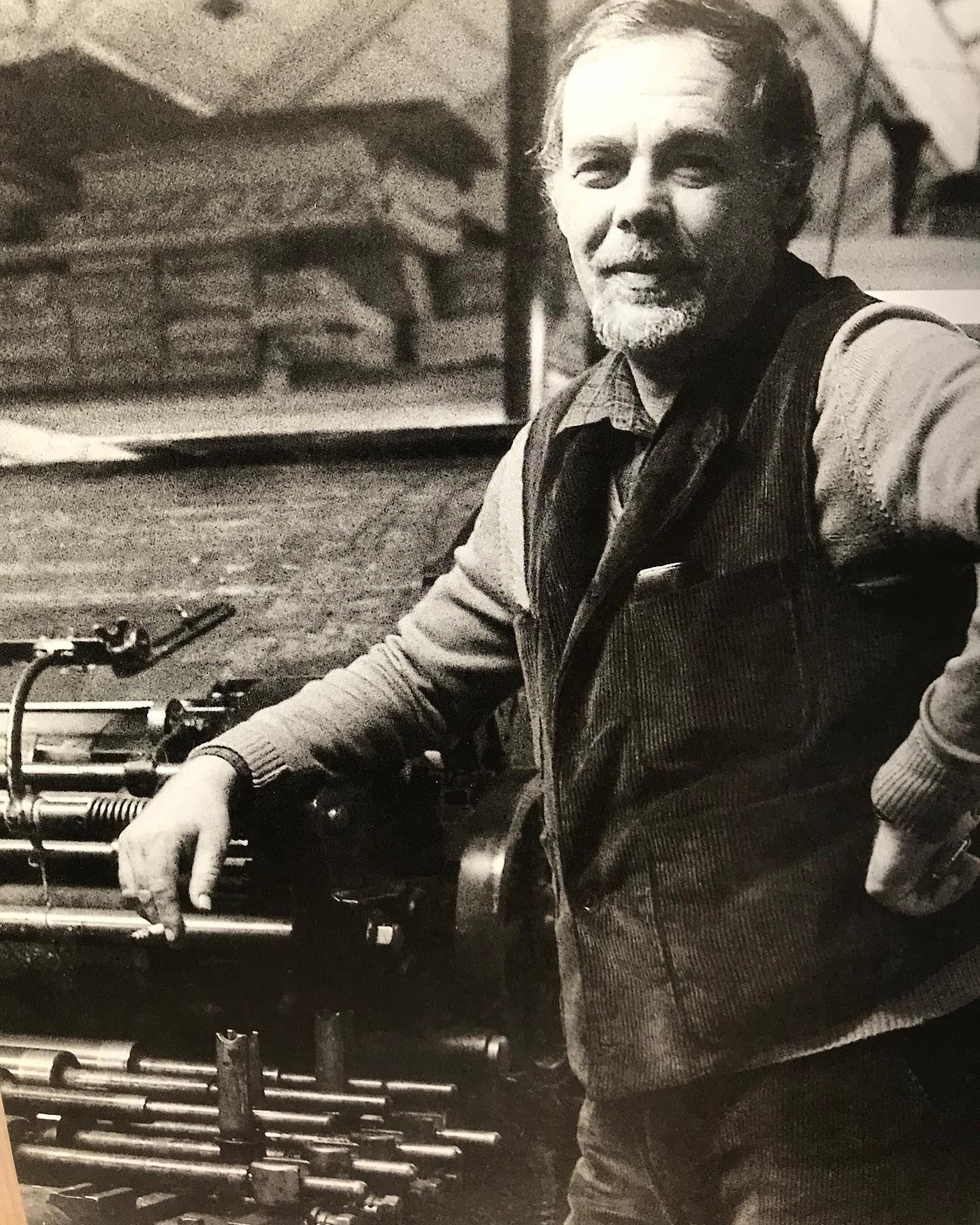
Peter Bramsen devant la presse lithographique.

À partir de 1934, André, le fils d'Auguste Clot, reprend l'atelier.
En 1963, le docteur Guy Georges (petit-fils d'Auguste Clot) s'associe avec le lithographe danois Peter Bramsen (né en 1935).
En 1968, l'Atelier Clot, Bramsen & Georges quitte la rue du Cherche-Midi pour s'installer dans le Marais au 19, rue Vieille-du-Temple où il se trouve encore. Viendront travailler de nombreux peintres parmi lesquels Asger Jorn, Pierre Alechinsky, Bram Van Velde, Pol Bury, Maurice Wyckaert, Francisco Toledo, Roland Topor, au total près de 600 artistes du monde entier, de plus de 70 nationalités différentes principalement venus du Mexique, France, Belgique, Danemark.
Depuis 2001, l'atelier développe également une activité d'impression numérique en haute définition avec imprimante à jet d'encre pigmentaire à longue conservation.
En 2004, Morten Brunholt s'occupe de la diffusion des productions de l'Atelier Clot en Scandinavie et s'associe avec Christian Bramsen pour créer les éditions Atelier Clot, Bramsen & Brunholt. 
En 2016, sous l'égide de cette association, est créée la plus grande lithographie du monde produite à ce jour avec l'artiste Lars Nøregård (da).

## Artistes ayant travaillé à l'Atelier Clot

### De 1896 à 1962
- Louis Anquetin
- Georges Bataille
- Jacques-Émile Blanche
- Pierre Bonnard
- John-Lewis Brown
- Félix Buhot
- Eugène Carrière
- Paul Cézanne
- Gérard Cochet
- Henri-Edmond Cross
- Charles Cottet
- Edgar Degas
- Maurice Denis
- Maurice Eliot
- Jacques Ernotte
- Henri Fantin-Latour
- Georges de Feure
- Jean-Louis Forain
- Tsugouharu Foujita
- François Guiguet
- Henry de Groux
- Armand Guillaumin
- Paul César Helleu
- Hermann-Paul
- Charles Léandre
- Alexandre Lunois
- Aristide Maillol
- Georges Manzana-Pissarro
- Édouard Manet
- Henri Matisse
- Luc-Albert Moreau
- Edvard Munch
- Edmond Marie Petitjean
- Camille Pissarro
- Pierre Puvis de Chavannes
- Jean Puy
- Odilon Redon
- Auguste Renoir
- Georges Rouault
- Ker-Xavier Roussel
- Alfred Sisley
- Paul Signac
- Henri Le Sidaner
- Théophile Alexandre Steinlen
- Georges William Thornley
- Henri de Toulouse-Lautrec
- Jean Veber
- Jacques Villon
- Édouard Vuillard
- Ossip Zadkine

### De 1963 à 1992
- Pierre Alechinsky
- Valerio Adami
- Abrahami
- Gerda Akesson
- Olivier Agid
- Ole Ahlberg
- Aizenberg
- Alvar
- Alvarado
- Amy
- Andersen
- Anguiano
- Karel Appel
- Ardy
- Lydie Arickx
- Arikha
- Aritza
- Arman
- André-Pierre Arnal
- Arnesson
- Eduardo Arroyo
- Geneviève Asse
- Aubert
- Enrico Baj
- Miquel Barcelo
- Balfour
- Bech
- Bellegarde
- Beringer
- Bertelsen
- Bervoets
- Pierre-Marc de Biasi
- Bille
- Birkemose
- Birol
- Albert Bitran
- Ole Bjørn
- Aken Bleken
- Blomdhal
- Blonmstedt
- Lars Bo
- Bohm
- Bokor
- Bon
- Bonifacio
- Borderieux
- Bouille
- Bram Van Velde
- Peter Brandes
- Herman Braun-Vega
- Breyton
- Broisson
- Broms
- Brusse
- Buch
- Pierre Buraglio
- Pol Bury
- Bushnell
- Bussch
- Alexander Calder
- Camier
- Camos
- Campono
- Camporeale
- Louis Cane
- Cardenas
- Celice
- Celis
- Chambrin
- Chesney
- Christensen
- Christo et Jeanne-Claude
- Christoffersen
- Christoforou
- Chu
- Claesson
- Clausen
- Clerté
- Coffignier
- Cogollo
- Connor
- Consigno
- Constant
- Corneille
- Raphael Coronel
- Costea
- Couartas
- Coudrain
- Alfred Courmes
- Courtin
- Cremer
- Coryn
- Corzas
- Criton
- Cronquist
- Crotto
- Cuevas
- Cugat
- Cusin-Berche
- Damian
- Dayan
- Olivier Debré
- Jacqueline de Jong
- Delaunay[Lequel ?]
- Hélène Delprat
- de Monte
- Derrieux
- de Vogue
- Jean Dewasne
- Dieterle
- Erik Dietman
- Pierre Dmitrienko
- Christian Dotremont
- Joe Downing
- Leif Dræby
- Jean Dubuffet
- Ducan
- Ebenhartdt
- Eisner
- Jensen
- Martin Engelman
- Erhardt
- Helge Ernst
- Erró
- Éterovic
- Evrard
- Farell
- Fargeman
- Alekos Fassianos
- Favre
- Feito
- Fernandez
- Ferrer
- Fiore
- Fisher Hansen
- Fogelin
- Forgas
- Forgeois
- Frederique
- Gérard Fromanger
- Freidlander
- Gamarra
- Bernard Gantner
- Auguste-Jean Gaudin
- Gautier
- Geissler
- Gentry
- C.Georges
- Getzler
- Ghertman
- Alberton Girnonella (en)
- Godel
- Goossens
- Gorman
- Granger
- Granirer
- Grim
- Grinberg
- Guino
- Gundersen
- Gurfain
- Gutierrez
- Haas
- Habbah
- Hains
- Halter
- Hansen
- Hansen Krone
- Harloff
- Hartman
- Henry Heerup
- Herman
- Hiltunen
- Hoffman
- Hoo
- Hossiasson
- Huchet
- Huer
- Marcos Huerta
- Iannone
- Janus Ipsen
- Istrati
- Christian Jaccard
- Egill Jacobsen
- Jacquot
- M.Jean
- Jenkins
- Jens Jensen
- J.Johannessen
- Dyke Johansen
- Asger Jorn
- A.Jørgensen
- Kaminer
- Kannik
- Karakawa
- John-Franklin Koenig
- Krienbuhl
- Ladislas Kijno
- Per Kirkeby
- Peter Klasen
- Lou Lam
- Lange
- Langum
- Wifredo Lam
- Jean-Pierre Le Boul'ch
- Bengt Lindström
- Man Ray
- Roberto Matta
- Jean Messagier
- Henri Michaux
- Zwy Milshtein
- Jean Miotte
- Joan Miró
- Ricardo Mosner
- Carlos Nakatani (en)
- Kjell Nupen (en)
- Bjørn Nørgaard
- Niki de Saint Phalle
- Olivier O. Olivier
- Édouard Pignon
- Bernard Rancillac
- Antonio Recalcati
- Reinhoud d'Haese
- Antonio Saura
- Antonio Seguí
- Jaroslav Serpan
- Maria Helena Vieira da Silva
- Juan Soriano
- Pierre Soulages
- Yvon Taillandier
- Pierre Tal Coat
- Hervé Télémaque
- Walasse Ting
- Jean Tinguely
- Gérard Titus-Carmel
- Francisco Toledo
- Roland Topor
- Bram Van Velde
- Vladimir Veličković
- Maurice Wyckaert
- Enrique Zañartu

### De 1992 à 2020
- Fernando Aceves Humana (en)
- Pierre Alechinsky
- Alëxone
- Aritza
- Miquel Barceló
- Søren Behncke (da)
- Åke Berg
- Martin Bigum (da)
- Trine Boessen
- Pierre-Marie Brisson
- Mark Brusse
- Stéphane Carricondo
- Marie-Dolma Chapel
- Nicolas de Crécy
- Ken Denning
- Erró
- Manuella Ferré
- Demián Flores (en)
- Arne Haugen Sørensen (en)
- Daniel Humair
- Jerk 45
- Joël
- Peter Klasen
- Tom Krøjer (da)
- Éric Liot
- Mad Meg
- Madame
- Peter Martensen
- Olivier Masmonteil
- Meyso
- Mie Mørkeberg
- Ricardo Mosner
- Pia Myrvold
- Bjørn Nørgaard
- Lars Nørgård
- Guillermo Olguin
- Otsuki
- Poul Pedersen
- Penneau
- Percival
- Jean-Denys Phillipe
- Bernard Pras
- Alexandra Roussopoulos
- Antonio Saura
- Jan Sivertsen
- Jean-Pierre Stholl
- Vibeke Tøjner
- Roland Topor
- Xavier Vilató
- Jacques Villeglé
- Jan Voss
- Maurice Wyckaert

## Expositions de l'Atelier Clot
- 1965 : Galerie Peintre du Monde, Paris
- 1969 : Badischer Kunstverien, Karlsruhe
- 1972 : Galerie de France, Paris
- 1973 : Instituto Nacional de Bellas Artes y Literatura (en), Mexico
- 1975 : Odense Bys Museer, Odense
- 1979 : Kunstforeningen, Copenhague
- 1979 : Sønderjyllands Kunstmuseum, Tønder
- 1979 : musée Alvar Aalto, Jyväskylä
- 1979 : Henie Onstad Museet, Oslo
- 1982 : Centre culturel de Villeparisis
- 1984 : Charlottenborg, Copenhague
- 1984 : Foire exposition de Challans
- 1986 : Christianssands Kunstforening, Kristiansand
- 1987 : Skovhuset, Værløse
- 1987 : Centre Wallonie Bruxelles, Paris (Luc-Albert Moreau, Roland Topor, Antonio Saura)
- 1988 : Arthothèque de Caen (Asger Jorn)
- 1988 : Salon SAGA, Paris
- 1988 : École des beaux-arts de Saint-Étienne (Asger Jorn)
- 1988 : Musée d'Art moderne Louisiana, Humlebæk
- 1988 : Galerie du Roi de Sicile, Paris
- 1988 : Galerie Lilla Nyborg, Borgholm
- 1988 : Museo de Arte Carrillo Gil (es), Mexico
- 1988 : Ny Kunstformidling A/S, Oslo
- 1988 : Stockholm Art fair, Stockholm
- 1989 : Inauguration des locaux des Éditions Atelier Clot, Paris
- 1989 : Svendborg Amts Kunstforening, 100 Graphische Blade, Svendborg
- 1990 : Éditions Atelier Clot, Paris, présentation de l'ouvrage Le Volturno. Blaise Cendrars, Pierre Alechinsky, de Pierre Alechinsky
- 1991 : Éditions Atelier Clot, Paris, présentation de l'album Taillandier Land d'Yvon Taillandier
- 1991 : Éditions Atelier Clot, Stockholm Art Fair, Stockholm
- 1991 : Édition 2/91, Bâle, exposition avec l'atelier Franck Bordas
- 1992 : Astrolabde, La Rochelle
- 1992 : Éditions Atelier Clot, Paris, lithographies de Jean-Paul Huftier
- 1992 : Éditions Atelier Clot 3/92, Bâle, exposition avec l'atelier Franck Bordas et l'atelier Lacourière-Frélaut
- 1992 : Politiken, Copenhague